# Van Hool AGG 300
Der Van Hool AGG 300 ist ein fast 25 Meter langer Doppelgelenkbus des belgischen Herstellers Van Hool. Der viertürige Niederflurbus besitzt je nach Ausführung 45 bis 65 Sitzplätze und etwa 150 Stehplätze.
In Deutschland war das Busmodell von 2005 bis Ende 2019 bei der ASEAG in Aachen im Einsatz.
In Hamburg waren bei der Hamburger Hochbahn insgesamt 26 derartige Fahrzeuge im Einsatz, die seit dem 15. September 2018 ausgemustert sind. Sie fuhren dort auf der Metrobus-Linie 5 im dichten Takt. Sie ist mit ca. 60.000 Fahrgästen/Tag die am stärksten frequentierte Buslinie in Europa.
Alle 26 Fahrzeuge wurden durch den Mercedes-Benz CapaCity ersetzt, da die Busse eine höhere Pannen-Quote hatten als die kleineren Busse und daher ihre Verfügbarkeit reduziert war.
Das Fahrzeug hat einen Verbrauch von etwa 72 Litern Treibstoff auf 100 Kilometer. Bei Vollauslastung liegt der Verbrauch auf 100 Kilometer somit bei etwa 0,4 Litern je Fahrgast.